# 투트모세 3세
투트모세 3세(Thutmose III, 기원전 1481년~기원전 1425년)는 이집트 제18왕조의 제6대 파라오로 투트모세 2세의 아들이다. 54년에 달하는 긴 재위기간 중 반에 가까운 23년을 계모 하트셉수트가 섭정이자 공동파라오로서 실권을 쥐고 있었다. 투트모세 3세는 시리아, 누비아를 필두로 대규모의 군사 정복을 통하여 이집트의 영토를 최대로 넓혔다. 그는 전생애에 걸쳐 17회의 원정을 했고, 그 결과 미타니, 히타이트, 아시리아, 메소포타미아, 가나안, 우가리트, 비블로스, 야흐베, 누비아 등을 지배했다. 이러한 업적으로 인해 20세기 역사가들에 의해 '고대 이집트의 나폴레옹'으로 일컬어지기도 한다.
한 때 투트모세 3세가 하트셉수트를 역사에서 지우고 그녀의 기념물들을 파괴한 것으로 여겨졌지만, 현재는 아멘호테프 2세가 한 것으로 추정된다. 아멘호테프 2세는 자신의 왕비의 이름을 공개적으로 기록하지 않았으며, 아문의 신의 아내와 같은 칭호를 폐지하고, 여성의 강력한 직함과 공적 역할과 지위들을 없앴던 것으로도 확인되었다. 이집트 학자들은 그가 여성의 직함 등으로 인해 여성들이 너무 강력해졌다고 느꼈기 때문이었을 것으로 추정한다. 그가 없앤 여성과 관련한 직함들 중 일부는 그의 아들인 투트모세 4세의 치세 동안에 회복되었다.